# Minnie Lou Crosthwaite
Minni Lou Crosthwaite (20 agosto 1860 – 13 gennaio 1937) è stata un'insegnante statunitense, la prima donna di colore a superare i testi di ammissione per la professione di insegnante nel sistema scolastico di Nashville all'epoca della segregazione razziale.

## Biografia
Di origini umili entrò presso Fisk University, una università privata per persone di colore presso Nashville, Tennessee, nel 1865 dove venne preparata per diventare insegnante elementare fino al 1867 e si laureò nello stesso istituto nel 1877 a soli diciassette anni. A partire dal 1879 iniziò a insegnare presso le scuole pubbliche di Nashville, prima tra tute la Knowles Elementary School, del quale sposò il Preside, Scott W. Crosthwaite, e di cui successivamente divenne  Registrar. Svolse l'incarico di insegnante di matematica per oltre quattordici anni all'interno di istituzioni scolastiche per neri. In precedenza questo tipo di mansioni venivano affidate unicamente ad insegnanti bianchi. Successivamente divenne una strenua attivista nella lotta per i diritti civili e collaborò all'istituzione della sede della Young Women's Christian Association (YWCA) presso la Fisk University. Alla fine del 1928 si trasferì con la sua famiglia a Detroit, dove continuò ad impegnarsi per denunciare il fenomeno della segregazione razziale nel Tennessee.